# NGC 5962
NGC 5962 هي مجرة حلزونية في كوكبة الحية، وهي ألمع الأعضاء في عنقود الحية المجري. للمجرة نواة مجرية نشطة كبيرة نسبياً ومزدحمة، أما حوصلتها المجرية فهي صغيرة مما يعطي المجرة شكلها الحلزوني. يظهر حول المجرة ثلاثة مجرات قزمة برتقالية اللون تدور حولها.
كل عام، يتجمع تقريباً ما مقداره 6 كتل شمسية من المادة ويتشكل على شكل نجوم داخل المجرة NGC 5962. تظهر المجرة بقدر ظاهري يبلغ حوالي 12، على بعد 90 مليون سنة ضوئية ليلاً.

## الاكتشاف
NGC 5962 تم اكتشافها من قبل الفلكي البريطاني السير وليام هيرشل في 1784 باستخدام أكبر تلسكوب في العالم في ذلك الوقت المسمى (العاكس النيوتني).

## الرصد
تم قياسها بمسكتشف تطور المجرات وتبين أن لديها انزياح أحمر بمقدار 1957 ± 2 كم/ث.

## الخصائص الفيزيائية

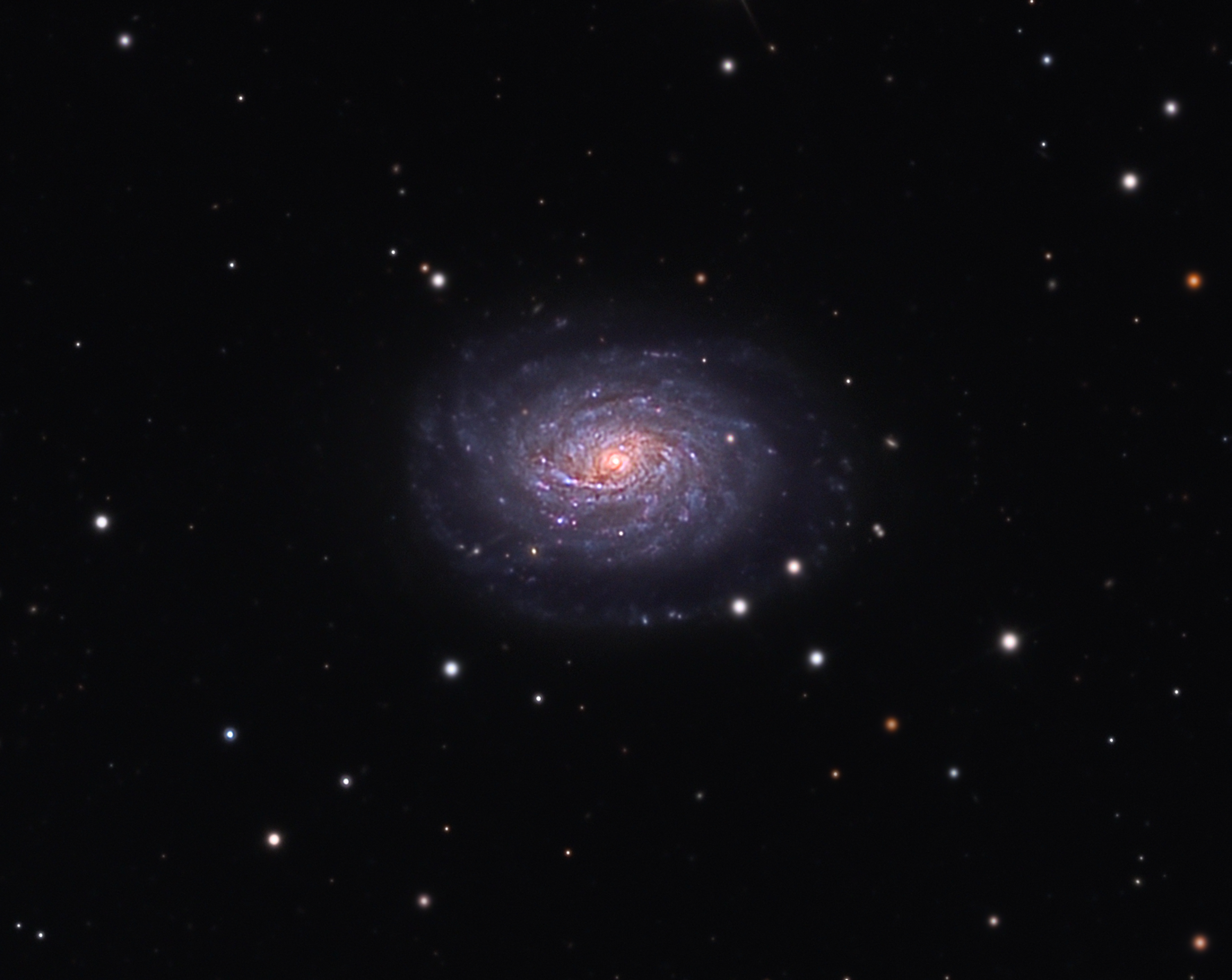
NGC 5962، كما رصدها تليسكوب مؤسسة شوسمان في ماونتن ليمون، آريزونا

الحجم والكتلة الدقيقة للمجرة غير معلوم ولكن هناك تقديرات لكتلتها باستخدام السرعة المتجهة للمجرات المرافقة لها. تشير الأرقام أن المجرة تحتوي على (1 ± 2.5) × 10 أس 12.